# حريق ايتون
حريق إيتون هو حريق غابات نشط يشتعل في منطقة ألتادينا التابعة لمقاطعة لوس أنجلوس في جنوب كاليفورنيا. بدأ في مساء يوم 7 يناير 2025 في وادي إيتون في جبال سان غابرييل. في الساعة 10:36 صباحًا بتوقيت PST (UTC–8)، امتدت النيران على حوالي
يعتبر هذا الحريق واحدًا من عدة حرائق مدفوعة برياح سانتا آنا القوية للغاية، بجانب الحريق الأكبر حريق باليسيدز.
يعتبر هذا الحريق واحدًا من عدة حرائق مدفوعة برياح سانتا آنا القوية للغاية، بجانب الحريق الأكبر حريق باليسيدز.
كما يُعتبر الحريق الخامس الأكثر فتكًا في تاريخ كاليفورنيا، حيث أودى بحياة 17 شخصًا.

## تطور الحريق
بدأ الحريق في 7 يناير 2025، الساعة 6:15 مساءً بتوقيت PST في وادي إيتون. توسع الحريق بسرعة ليصل إلى أكثر من
```
بحلول الساعة 12:07 صباحًا، بفعل رياح سانتا آنا القوية،
[
6
]
 حيث بلغت سرعة الرياح ما يصل إلى 
```

```
بالقرب من طريق جبل لوكينز شمال 
لا كندا فلينتريدج، كاليفورنيا
.
[
7
]
 بحلول الساعة 6:30 صباحًا، نما الحريق ليصل إلى أكثر من 
```

```
مع نسبة احتواء 0%.
[
6
]
```

واصل الحريق الانتشار السريع، وبحلول الساعة 10:36 صباحًا، نما ليصل إلى أكثر من
، وما زال بنسبة احتواء 0%. بحلول الساعة 8:49 صباحًا في 12 يناير 2025، أعلنت السلطات أن نسبة احتواء الحريق بلغت 27%.
تم تخصيص 3,408 عنصرًا من أفراد مكافحة الحرائق، إلى جانب 16 طائرة هليكوبتر، و375 شاحنة إطفاء، و29 جرافة، و50 فريقًا، و90 شاحنة مياه اعتبارًا من الساعة 7:00 صباحًا، 13 يناير.

## السبب
وفقًا لـ إدارة الغابات والحماية من الحرائق في كاليفورنيا (Cal Fire)، فإن سبب الحريق قيد التحقيق.
بالإضافة إلى ذلك، أبلغ سكان أحد المنازل القريبة من وادي إيتون، والذين كانوا من أوائل من أبلغ السلطات عن الحريق، صحيفة Pasadena Now أن الحريق بدأ بالقرب من أبراج كهربائية فوق الوادي.

## التأثيرات

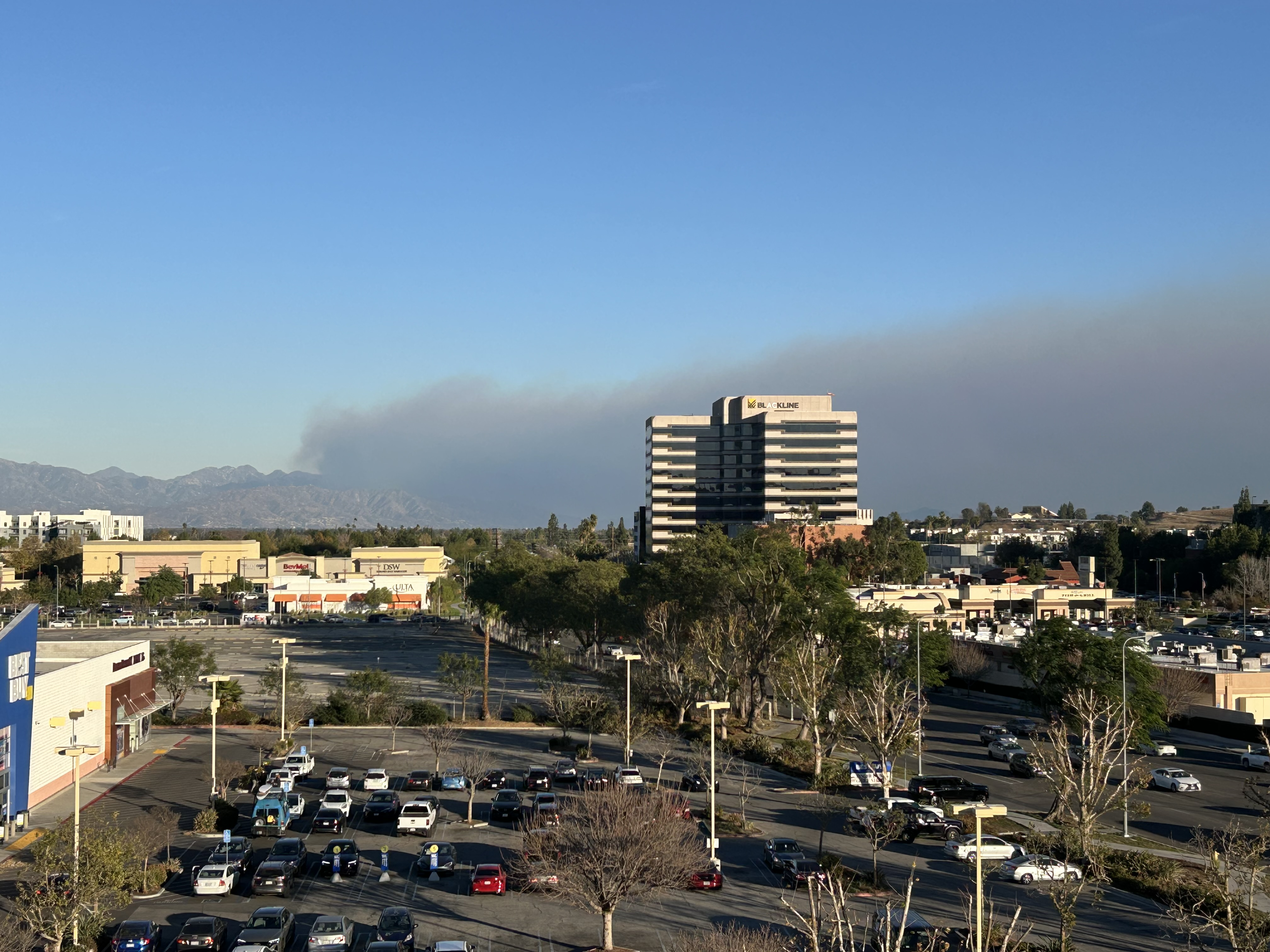
عرض لحريق إيتون من وودلاند هيلز، لوس أنجلوس

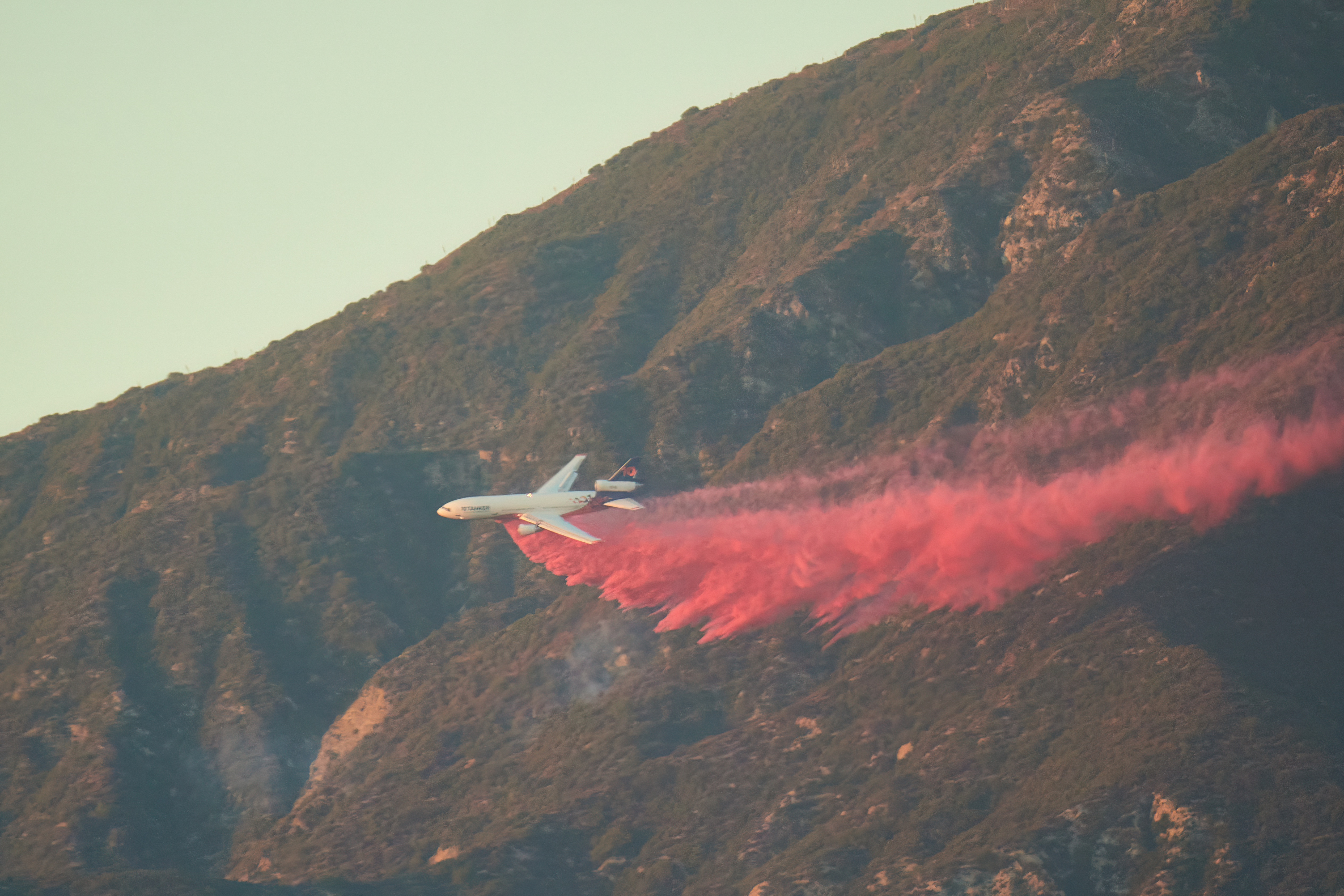
طائرة DC-10 Air Tanker تلقي مادة مثبطة للحريق على جبال سان غابرييل لمنع انتشار الحريق في 13 يناير

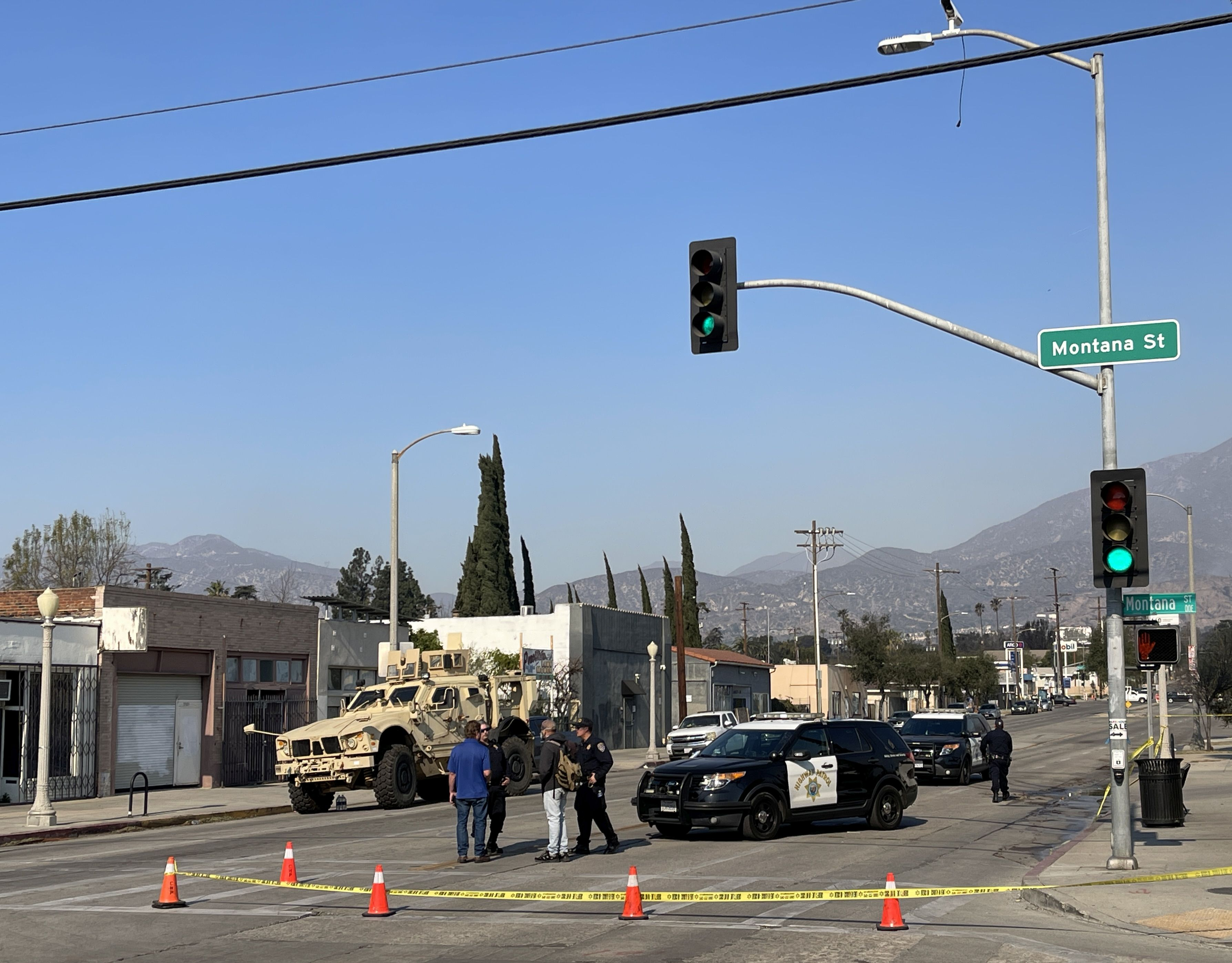
قوات الأمن والحرس الوطني في تقاطع شارع مونتانا وشارع فير أوكس جنوب حدود باسادينا-ألتادينا في 10 يناير

اعتبارًا من الساعة 4:00 صباحًا بتوقيت المحيط الهادئ في 8 يناير، تم إصدار أوامر إخلاء لـ 52,314 شخصًا و20,890 مبنى، مع توجيهات إخلاء إضافية لـ 46,847 شخصًا و18,051 مبنى. تم تدمير العديد من المنازل والسيارات في ألتادينا؛ وأُجلي حوالي "90 إلى 95 بالمئة" من سكان ألتادينا اعتبارًا من الساعة 7:00 صباحًا.
بحلول الساعة 8:10 صباحًا في 8 يناير، تم الإبلاغ عن إصابة رجل إطفاء، وتدمير أكثر من 200 مبنى، ومقتل شخصين في الحريق، بالإضافة إلى عدد من الإصابات الخطيرة. وفي وقت لاحق من نفس اليوم، أعلن الشريف روبرت لونا عن وفاة خمسة مدنيين خلال مؤتمر صحفي، وتم رفع عدد الأشخاص الذين تم إجلاؤهم إلى أكثر من 100,000 شخص.
بحلول بعد ظهر 8 يناير، استقبلت جمعية باسادينا الإنسانية أكثر من 100 حيوان، تعرض العديد منهم لإصابات بالحروق. أدت الحريق والجهود المبذولة لمكافحته إلى تلوث إمدادات المياه في مناطق الإخلاء إلى مستويات غير آمنة في كل من باسادينا وفوثيل.
أعلنت منطقة باسادينا التعليمية الموحدة ومنطقة لوس أنجلوس التعليمية الموحدة و23 منطقة مدرسية محيطة أخرى إغلاق جميع المدارس في 8 يناير استجابة للحريق. وتم الإعلان عن إغلاق كلية مدينة باسادينا ومعهد فولر اللاهوتي ومعهد كاليفورنيا للتكنولوجيا لنفس اليوم.
بحلول 10 يناير، تم تنفيذ حظر تجول من الساعة 6:00 مساءً إلى الساعة 6:00 صباحًا للمناطق التي تم إخلاؤها في ألتادينا، وتم إنشاء نقاط تفتيش على الطرق المؤدية إلى المنطقة بواسطة الحرس الوطني في كاليفورنيا.

## المباني المدمرة

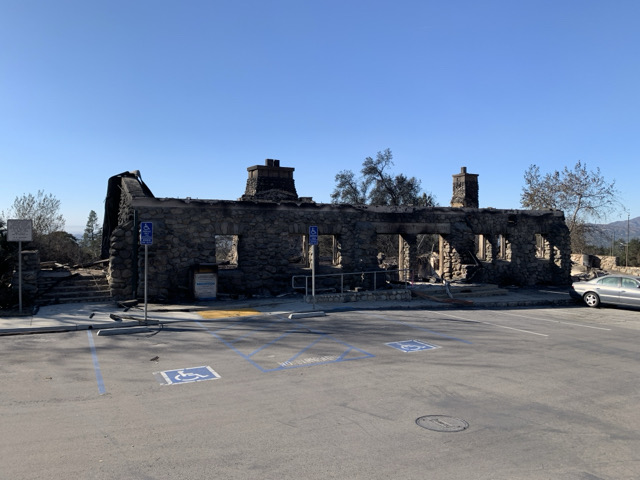
مبنى ديفيز التذكاري في منتزه فارنسورث بارك الذي دمره حريق إيتون

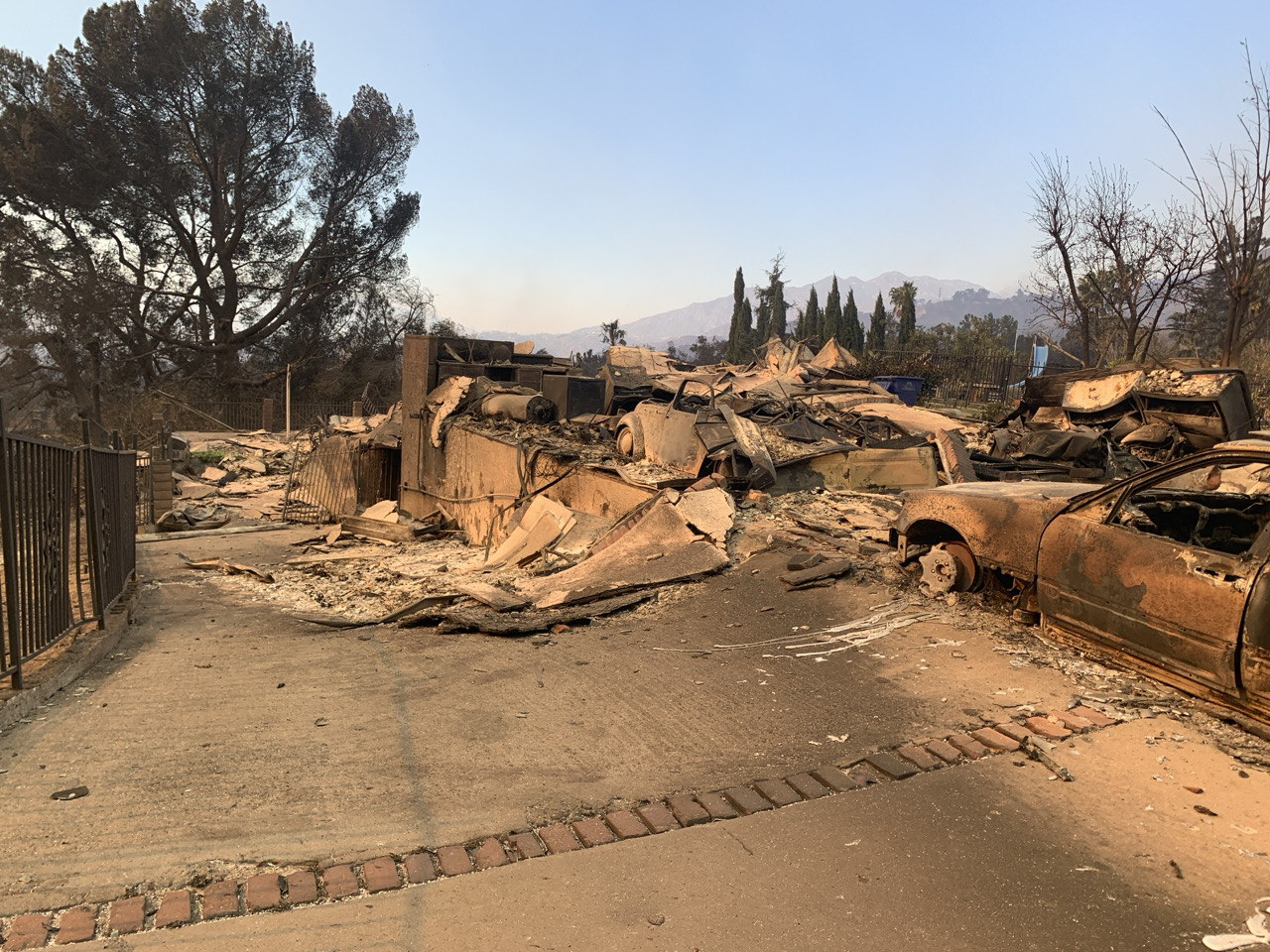
أضرار لحقت بمنزل ومركبة في شمال ألتادينا

تم تدمير حوالي 7,000 مبنى اعتبارًا من 10 يناير. دمر الحريق أجزاءً سكنية من ألتادينا كان قد استوطنها أمريكيون من أصل أفريقي انتقلوا غربًا في عشرينيات وثلاثينيات القرن الماضي، خلال الهجرة الكبرى، وأنشأوا حيًا من الطبقة العاملة والمتوسطة استمر لأكثر من قرن.

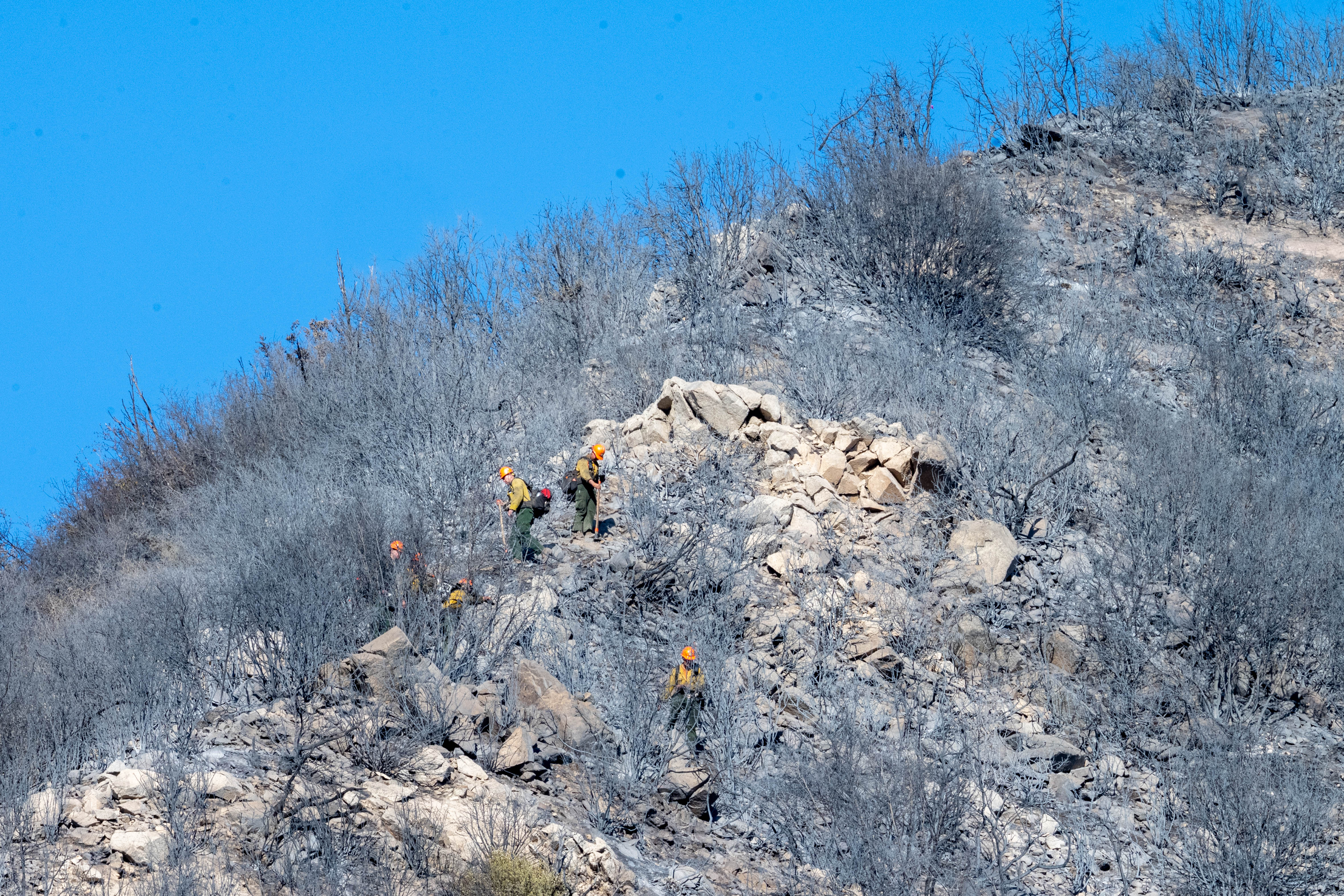
فريق "ليتل توجونغا هوتشوتس" يتحقق من نقاط ساخنة في حريق إيتون

من بين المباني التاريخية أو ذات الأهمية الثقافية التي دُمرت:
- كنيسة مجتمع ألتادينا[21][22][23]
- النادي الخاص بملعب الجولف في ألتادينا[21][24]
- بيت أندرو مكينالي[19][21]
- متحف الأرنب[19][21][22]
- مركز الطبيعة في وادي إيتون[24][25]
- منتزه فارنسورث بارك[24]
- مسجد التقوى[21][23]
- مدرسة وولدورف باسادينا[21]
- كنيسة القديس مارك الأسقفية[23][26]
- مزرعة زورثيان[27][28]

من بين المنازل التي دُمرت كانت منزل الممثلة ماندي مور ومنزل الممثل كاميرون ماثيسون.
تم أيضًا تدمير المكتبة الشخصية للكاتب الراحل غاري إنديانا، التي وصلت من نيويورك قبل يوم واحد فقط من الحريق.
تم الإبلاغ عن بقاء معظم المنازل والأشجار في شارع شجرة عيد الميلاد بحالة سليمة حتى 11 يناير.